# 鎧亜騎譚
『鎧亜騎譚』（がいあきたん）は、小宮利公（こみやとしまさ）による日本の漫画作品。『コミックヴァルキリー』（キルタイムコミュニケーション発行）にて2009年9月号（Vol.19）から2012年5月号（Vol.37）まで連載。戦国時代を舞台にした歴史ｘメカアクション作品で、徳川の幕藩体制下に対して反旗を翻した真田の忍者達の活躍を描いている。

## 登場人物

### 主要人物
霧隠 才蔵（きりがくれ さいぞう）
この作品の主人公。
真田 幸村（さなだ ゆきむら）
家康の暗殺を企てる。
海野 六郎（うんの ろくろう）
幸村に仕える軍師。
三好 伊三（みよし いさ）
怪力を持つ少女。
天海（てんかい）
家康の参謀。

### その他
真田 信之 (さなだ のぶゆき）
幸村の兄。
小野　忠明 (おの ただあき)
武芸者。

## 書誌情報
- 小宮利公 『鎧亜騎譚』 キルタイムコミュニケーション〈ヴァルキリーコミックス〉、全3巻
  1. 2010年7月30日発売、ISBN 978-4-86032-952-5
  2. 2011年5月18日発売、ISBN 978-4-7992-0081-0
  3. 2011年5月30日発売、ISBN 978-4-7992-0261-6